# 孔隙率

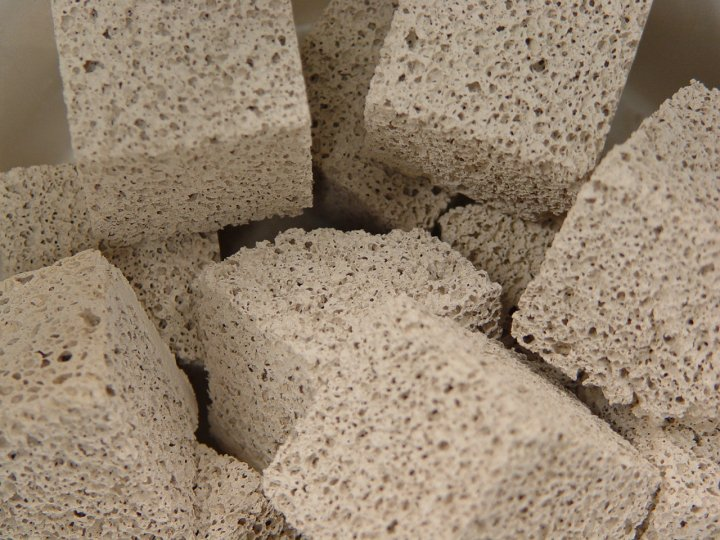
多孔陶瓷

孔隙率（英語：Porosity）或孔隙分数是表征材料的孔隙部分的物理量，定义为孔隙的体积与材料总体积的比率，所以总是在0到1之间，用百分数表示，为0到100%之间。由于开孔或与开孔连通的孔隙才能允许液体进入，在应用上更有价值，所以多将开孔所占体积与材料总体积的比值定义为有效孔隙率(effective porosity)，有效孔隙率小于等于总孔隙率。有多种方法可以测试材料的孔隙率和有效孔隙率， 孔隙率概念被广泛用于药理学、陶瓷、冶金、材料生产、土壤机理和工程等多方面。 

## 土壤科学中的孔隙率
在地质学、土壤科学和建筑科学中，多孔介质（比如岩石和沉积层）的孔隙率用于描述材料中孔隙所占的体积部分，此处的空隙中可以是空气，也可能包含水。孔隙率定义为孔隙部分和总体积的比值。
{\displaystyle \phi ={\frac {V_{\mathrm {V} }}{V_{\mathrm {T} }}}}
此处的VV是孔隙部分的体积，VT是材料的表观体积，包括固体部分和孔隙。
孔隙率的值也可以通过材料的密度和微粒密度计算得出。
{\displaystyle \phi =1-{\frac {\rho _{\text{bulk}}}{\rho _{\text{particle}}}}}

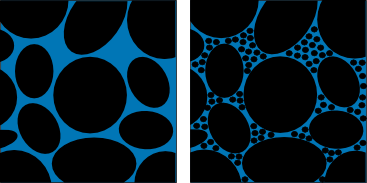
粒子尺寸较均一的冲积层（左）比不均一的冲击层（右）的孔隙率要大，因为后者有很多小粒子可以填充大粒子间的孔隙

典型的孔隙率值为0到1之间，有时候会很小，比如固态花岗岩的孔隙率小于0.01（1%），而泥炭和黏土的孔隙率为超过0.5（50%）。岩石或沉积层的孔隙率是估计其可能含有的水或烃的体积的重要衡量参数。沉积层的孔隙率是很多因素的复杂函数，包括：埋藏率、埋藏深度、原生液体的性质和覆盖沉积层的性质。通常所使用的孔隙率和深度的关系是Athy于1930年提出的等式， 
{\displaystyle \phi (z)=\phi _{0}e^{-kz}\,}
此处的{\displaystyle \phi _{0}}是表层孔隙率，{\displaystyle k}是致密参数，而{\displaystyle z}是深度
表层土壤的孔隙率随土壤微粒尺寸的增大而降低，这是因为土壤微粒尺寸较小的环境中，由于土壤的生物化作用，土壤微粒会发生团聚，这种团聚会增加微粒间的吸引，减少对致密的抵抗，从而增加了孔隙率。典型的沙土的表观密度是1.5到1.7之间，其中的微粒密度約為2.65 g/cm3。可以求得孔隙率为0.43到0.36.典型的粘土的密度是1.1到1.3 g/cm3. ，求得孔隙率为0.58到0.51. 由于重力的致密作用，下层土壤的孔隙率比表层土壤要低。土壤的孔隙率是十分复杂的，传统的模型将其视为连续变化的，但这一模型无法很好的描述出现的反常变化，也无法描述环境因素造成的孔隙几何因素的变化。很多复杂因素比如分形、气泡理论、裂纹理论、Boolean成晶过程等因素正在逐渐被考虑其中。

### 和滲透度、淘選度及膠結度的關係
地下水的含量及流動與土壤岩石的孔隙率與滲透度有關，孔隙率愈高，含水量愈高。土壤孔隙為水與空氣存在之場所，亦為水與空氣進入或排出之通路，水與空氣為植物生長所必需，故土壤中孔隙所占之體積百分率（孔隙度）及孔隙之粗細對植物生長極關重要。
滲透度是指岩石容許地下水通過的難易程度，滲透度愈大，地下水愈容易流動。一個孔隙率與滲透度均良好的地層，可以供應豐富的地下水資源，即可稱之為含水層(aquifer)。一般而言，砂層及礫石層多屬較佳之含水層，而黏土層則多屬較差之含水層。
孔隙率隨岩石性質不同而有不同，和組成岩石顆粒的形狀、排列、淘選度（顆粒大小一致的程度）與膠結度有關。顆粒愈圓、排列愈整齊、淘選度愈佳、膠結度愈低，則岩石的孔隙率愈高。

## 孔隙率的测定
- 直接方法：测量多孔样品的表观体积和同质量无孔样品的体积。
- 光学方法：因为对于随机结构，整体的孔隙率应该和某一断面的孔隙率相等，所以可以通过显微镜观察材料断面的孔隙率。
- 计算图论方法：使用工业CT扫描的办法，创立包括孔隙的样品外在和内在几何图，然后使用计算机软件进行缺陷分析
- 浸没法：在真空条件下，将多孔样品浸入容易渗透入样品孔隙的液体中。
- 气体扩散法[4]：已知表观密度的样品可以放入已知体积的容器中，该容器与另一个抽成真空的容器相连接，当两容器之间的阀门打开时，气体就会从样品之中逸出，进入第二容器，两容器之间会达到一种压强平衡，通过

{\displaystyle V_{V}=V_{T}-V_{a}-V_{b}{P_{2} \over {P_{2}-P_{1}}}}
VV是孔隙的有效体积
VT是样品的表观体积
Va是盛放样品的容器的体积
Vb是真空容器的体积
P1是盛放样品容器的压强
P2是整个系统达到平衡时的压强
之后就可以通过体积的比率求出孔隙率。
{\displaystyle \phi ={\frac {V_{V}}{V_{T}}}}.